# Snow Island (Südliche Shetlandinseln)
Snow Island (in Argentinien Isla Nevada, in Chile Isla Snow) ist eine unbewohnte Insel im Archipel der Südlichen Shetlandinseln in der Antarktis. 

## Geographie
Die Insel liegt im Südwesten des Archipels, südwestlich der Inseln Livingston und Rugged, von denen sie durch die rund 6,2 km breite Morton Strait getrennt ist. Snow Island hat eine Länge von etwa 20 km, eine Breite von bis zu 11 km sowie eine Fläche von 154,2 km². Die Insel ist nahezu vollständig vergletschert, lediglich kleine Flächen an der Nord- und Nordostspitze sind eisfrei.

## Karten
- L. L. Ivanov et al.: Antarctica: Livingston Island and Greenwich Island, South Shetland Islands (from English Strait to Morton Strait, with illustrations and ice-cover distribution). Topografische Karte im Maßstab 1:100.000, Antarctic Place-names Commission of Bulgaria, Sofia 2005.
- L. L. Ivanov: Antarctica: Livingston Island and Greenwich, Robert, Snow and Smith Islands. Topografische Karte im Maßstab 1:120.000. Manfred-Wörner-Stiftung, Troyan, 2009, ISBN 978-954-92032-6-4